# 宮迫博之
宮迫博之（1970年3月31日—）為日本的搞笑藝人、演員、主持人等全方位藝人，所屬吉本興業。宫迫是大阪府大阪市西淀川区出身，为吉本综合艺能学院（大阪NSC）7期生。血型B型。
他曾与螢原徹組成雨後敢死隊，担当裝傻角色。身為搞笑藝人與演員之外，並与山口智充組成乐團「くず(屑)」進行音樂活動。
2019年6月24日，在詐騙集團所舉行的忘年會受邀（俗稱的「私下接案」），被爆出有收取現金的事實後，受到了吉本興業的禁閉指示。任何有關的節目都以更換他人上場或是剪掉該畫面處理在這之後在又被報導出參與相關人員的收取金額，宮迫博之收取100萬日圓。
2019年7月19日，宮迫博之與吉本興業解約。2019年7月20日，宮迫博之與田村亮舉辦記者會後，吉本興業隨後解約田村亮。田村亮的說法是從吉本興業那邊被迫選擇是要引退還是解約，田村亮最終選擇與宮迫博之開記者會解釋回答記者所提問的問題，隨後遭到解約。
2020年1月28日，宮迫博之开设YouTube频道，正式成为一名YouTuber。2020年7月6日，宫迫的YouTube频道达到一百万订阅。
2021年8月17日，雨上敢死队正式宣布解散，宫迫和萤原日后将以个人名义活动。2022年3月1日，其出资的烧肉店“牛宫城”开业。

## 演出作品

### 综艺节目
- 水10!一晩R&R（富士電視台）
- 信长（中部日本放送、名古屋市地方）
- Ametalk（朝日電視台）
- 綜藝之神(以紫SHIKIBU身份演出)(日本電視台)

### 电视剧
- 美人／屋代久志（TBS）
- 北條時宗 (大河劇)）／北條義宗
- 大和拜金女／ツネさん (客串)
- HERO (日本電視劇)／宮川雅史 (客串)
- 急診室大醫生／馬場武藏
- 急診室大醫生 新春SP／馬場武藏
- 反乱のボヤージュ／立花
- 婚外戀愛／小野寺孝
- 春浪漫／中川貫介
- 東京愛情電影／千葉吉成
- 老公當家／杉尾優介
- 愛上無賴男／一ツ橋信
- 龍馬傳）／平井收二郎
- 絕對零度／塚本圭吾
- 絕對零度 SP／塚本圭吾
- 夜行摩天輪／遠藤啓介
- 真相大白／奥貫徹

### 電影
- 岸和田少年愚連隊（初出演作品）
- 蛇苺（初主演作品）
- 13階段
- 下妻物語
- 再造人卡辛(CASSHERN)
- 东京塔（2005年公映）
- 姑獲鳥之夏（2005年夏天公映）
- 妖怪大战争（2005年8月公映）
- 20世紀少年（2008年公映）

### 電視廣告
- House食品「爽快的叹息」（2004年11月至2005年1月）

### 遊戲
- 人中之龍3（2009年）：神田強
- 人中之龍6（2016年）：南雲剛

### 配音
- 大怪獸格鬥 超銀河傳說 THE MOVIE(2009年)：超人力霸王貝利亞
- 凡赫辛(2004年)：瑪莉希卡※劇場公開版
- 超人特攻隊(2004年)：辛拉登
- 疾風禁區(2006年)：席丹
- 復仇者聯盟（2012年）：鷹眼

## 外部連結
- 吉本興業官方網站（页面存档备份，存于）
- 大公網：飲醉裸照被公開 宮迫博之表震驚